# Aeropuerto Internacional de Hodeida
El Aeropuerto Internacional de Hodeida es un aeropuerto en Al Hudayda, Yemen (IATA: HOD, OACI: OYHD).

## Aerolíneas y destinos
- Felix Airways (Adén, Saná)
- Yemenia (El Cairo, Saná)